# Deutsche Eishockey Liga 2012-2013
La Deutsche Eishockey Liga 2012-2013 fu la diciannovesima stagione della Deutsche Eishockey Liga. Al termine dei playoff gli Eisbären Berlin sconfiggendo i Kölner Haie vinsero il loro settimo titolo della DEL in nove stagioni, il terzo consecutivo.
Al termine della stagione gli Hannover Scorpions vendettero la loro licenza ai SERC Wild Wings, squadra finalista della 2. Eishockey-Bundesliga allenata da Stefan Mair, che a dieci anni di distanza fece il proprio ritorno nella DEL.

## Stagione regolare
Il formato del campionato rimase invariato rispetto alla stagione precedente: le 14 squadre in un girone all'italiana affrontarono un doppio turno di andata e ritorno, per un totale di 52 incontri. Solo alle prime sei squadre fu garantito l'accesso ai playoff, mentre quelle dal sesto al decimo disputarono un turno aggiuntivo per gli ultimi due posti validi per i playoff.

### Classifica
|                     | Pos. | Squadra             | Pt | G  | V  | VOT | POT | P  | GF  | GS  | DR  |
| ------------------- | ---- | ------------------- | -- | -- | -- | --- | --- | -- | --- | --- | --- |
|                     | 1.   | Adler Mannheim      | 99 | 52 | 30 | 3   | 3   | 16 | 164 | 125 | +39 |
|                     | 2.   | Kölner Haie         | 99 | 52 | 29 | 5   | 2   | 16 | 165 | 137 | +28 |
|                     | 3.   | Krefeld Pinguine    | 88 | 52 | 20 | 11  | 6   | 15 | 166 | 145 | +21 |
| Germania (bandiera) | 4.   | Eisbären Berlino    | 85 | 52 | 23 | 5   | 6   | 18 | 180 | 152 | +28 |
|                     | 5.   | Hamburg Freezers    | 85 | 52 | 24 | 3   | 7   | 18 | 158 | 130 | +28 |
|                     | 6.   | ERC Ingolstadt      | 84 | 52 | 21 | 8   | 5   | 18 | 161 | 149 | +12 |
|                     | 7.   | Nürnberg Ice Tigers | 77 | 52 | 21 | 3   | 8   | 20 | 161 | 159 | +2  |
|                     | 8.   | Augsburger Panther  | 77 | 52 | 22 | 4   | 3   | 23 | 137 | 155 | -18 |
|                     | 9.   | Straubing Tigers    | 74 | 52 | 21 | 4   | 3   | 24 | 133 | 145 | -12 |
|                     | 10.  | Grizzlys Wolfsburg  | 73 | 52 | 19 | 6   | 4   | 23 | 142 | 150 | -8  |
|                     | 11.  | Hannover Scorpions  | 72 | 52 | 21 | 3   | 3   | 25 | 124 | 148 | -24 |
|                     | 12.  | Red Bull München    | 71 | 52 | 19 | 3   | 8   | 22 | 125 | 137 | -12 |
|                     | 13.  | Iserlohn Roosters   | 59 | 52 | 16 | 4   | 3   | 29 | 130 | 167 | -37 |
|                     | 14.  | Düsseldorfer EG     | 49 | 52 | 11 | 5   | 5   | 31 | 131 | 178 | -47 |

Legenda:

      Ammesse ai Playoff
      Ammesse alla Qualificazione Playoff
Note:

Tre punti a vittoria, due punti a vittoria dopo overtime, un punto a sconfitta dopo overtime, zero a sconfitta.

## Playoff
|  | Quarti di finale | Quarti di finale     | Quarti di finale |                 |                 | Semifinali              | Semifinali | Semifinali |  |  | Finale | Finale      | Finale |
|  |                  |                      |                  |                 |                 |                         |            |            |  |  |        |             |        |
|  | 1                | Adler Mannheim       | 2                |                 |                 |                         |            |            |  |  |        |             |        |
|  | 10               | Grizzly A. Wolfsburg | 4                |                 |                 |                         |            |            |  |  |        |             |        |
|  | 10               | Grizzly A. Wolfsburg | 4                |                 | 10              | Grizzly Adams Wolfsburg | 0          |            |  |  |        |             |        |
|  |                  |                      |                  |                 | 10              | Grizzly Adams Wolfsburg | 0          |            |  |  |        |             |        |
|  |                  | 2                    | Kölner Haie      | 3               |                 |                         |            |            |  |  |        |             |        |
|  | 2                | 2                    | Kölner Haie      | 3               | Kölner Haie     | 4                       |            |            |  |  |        |             |        |
|  | 2                |                      |                  |                 | Kölner Haie     | 4                       |            |            |  |  |        |             |        |
|  | 9                | Straubing Tigers     | 1                |                 |                 |                         |            |            |  |  |        |             |        |
|  |                  |                      |                  |                 |                 |                         |            |            |  |  | 2      | Kölner Haie | 1      |
|  |                  |                      | 4                | Eisbären Berlin | 3               |                         |            |            |  |  |        |             |        |
|  | 3                | Krefeld Pinguine     | 4                |                 |                 |                         |            |            |  |  |        |             |        |
|  | 6                | ERC Ingolstadt       | 2                |                 |                 |                         |            |            |  |  |        |             |        |
|  | 6                | ERC Ingolstadt       | 2                |                 | 3               | Krefeld Pinguine        | 0          |            |  |  |        |             |        |
|  |                  |                      |                  |                 | 3               | Krefeld Pinguine        | 0          |            |  |  |        |             |        |
|  |                  | 4                    | Eisbären Berlin  | 3               |                 |                         |            |            |  |  |        |             |        |
|  | 4                | 4                    | Eisbären Berlin  | 3               | Eisbären Berlin | 4                       |            |            |  |  |        |             |        |
|  | 4                |                      |                  |                 | Eisbären Berlin | 4                       |            |            |  |  |        |             |        |
|  | 5                | Hamburg Freezers     | 2                |                 |                 |                         |            |            |  |  |        |             |        |

### Qualificazioni
| Squadra 1           | Totale | Squadra 2          | Gara 1    | Gara 2 | Gara 3 |
| ------------------- | ------ | ------------------ | --------- | ------ | ------ |
| Nürnberg Ice Tigers | 1 - 2  | Grizzlys Wolfsburg | 3 - 2     | 3 - 4  | 3 - 5  |
| Augsburger Panther  | 0 - 2  | Straubing Tigers   | 2 - 3 dts | 1 - 4  |        |

### Quarti di finale
| Squadra 1        | Totale | Squadra 2          | Gara 1    | Gara 2    | Gara 3 | Gara 4    | Gara 5    | Gara 6 | Gara 7 |
| ---------------- | ------ | ------------------ | --------- | --------- | ------ | --------- | --------- | ------ | ------ |
| Adler Mannheim   | 2 - 4  | Grizzlys Wolfsburg | 2 - 3 dts | 3 - 2 dts | 0 - 1  | 0 - 3     | 3 - 2 dts | 3 - 4  |        |
| Kölner Haie      | 4 - 1  | Straubing Tigers   | 6 - 1     | 2 - 5     | 5 - 0  | 6 - 3     | 2 - 1 dts |        |        |
| Krefeld Pinguine | 4 - 2  | ERC Ingolstadt     | 3 - 1     | 1 - 4     | 4 - 1  | 5 - 2     | 1 - 2     | 7 - 2  |        |
| Eisbären Berlino | 4 - 2  | Hamburg Freezers   | 6 - 5 dts | 3 - 5     | 4 - 8  | 3 - 2 dts | 3 - 2     | 3 - 2  |        |

### Semifinali
| Squadra 1        | Totale | Squadra 2          | Gara 1 | Gara 2 | Gara 3 | Gara 4 | Gara 5 |
| ---------------- | ------ | ------------------ | ------ | ------ | ------ | ------ | ------ |
| Kölner Haie      | 3 - 0  | Grizzlys Wolfsburg | 7 - 2  | 1 - 0  | 4 - 2  |        |        |
| Krefeld Pinguine | 0 - 3  | Eisbären Berlino   | 2 - 3  | 2 - 5  | 3 - 4  |        |        |

### Finale
| Squadra 1   | Totale | Squadra 2        | Gara 1 | Gara 2 | Gara 3 | Gara 4 | Gara 5 |
| ----------- | ------ | ---------------- | ------ | ------ | ------ | ------ | ------ |
| Kölner Haie | 1 - 3  | Eisbären Berlino | 2 - 4  | 3 - 1  | 3 - 6  | 1 - 4  |        |